# Cassiope lycopodioides
Cassiope lycopodioides är en ljungväxtart. Cassiope lycopodioides ingår i släktet kantljungssläktet, och familjen ljungväxter.

## Underarter
Arten delas in i följande underarter:
- C. l. cristipilosa
- C. l. lycopodioides

## Bildgalleri

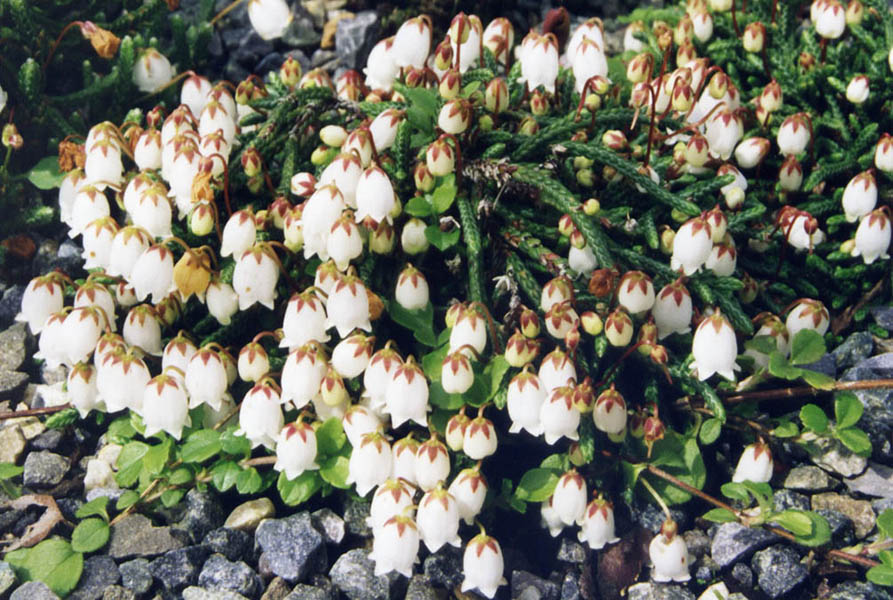
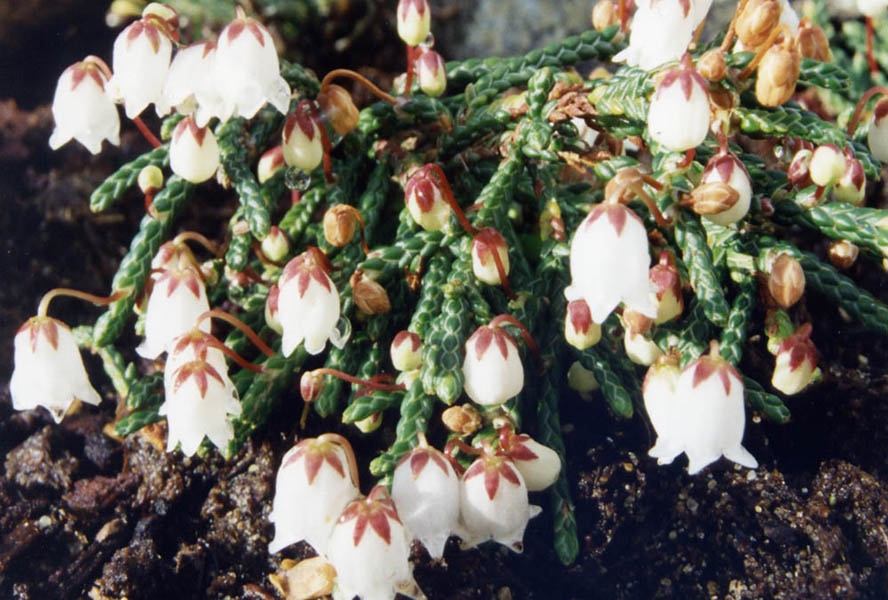
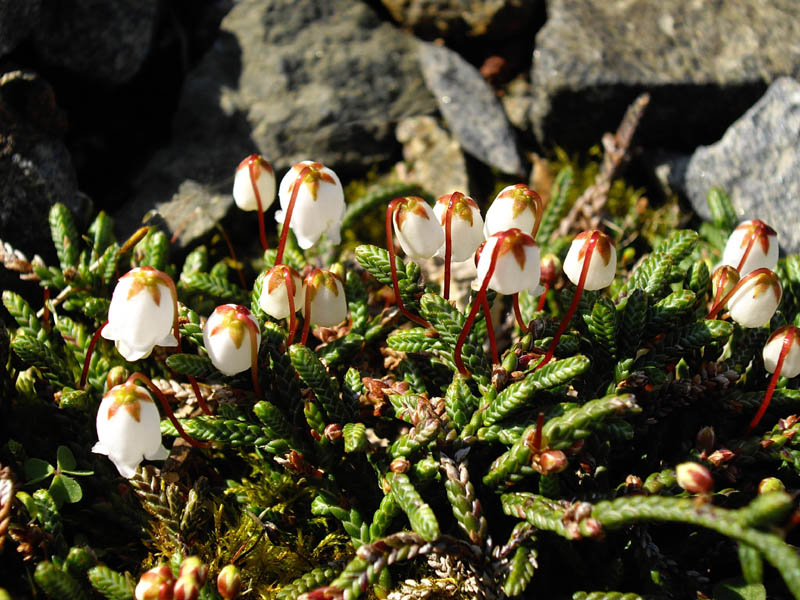
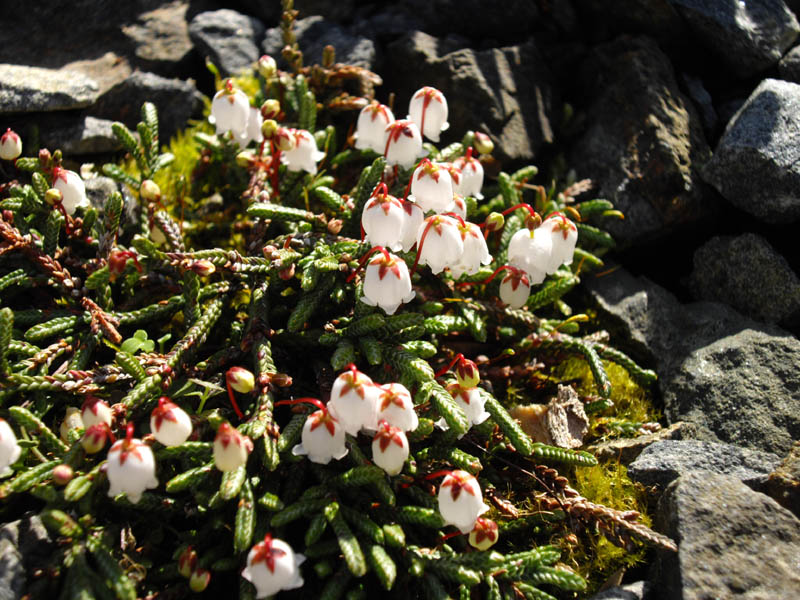
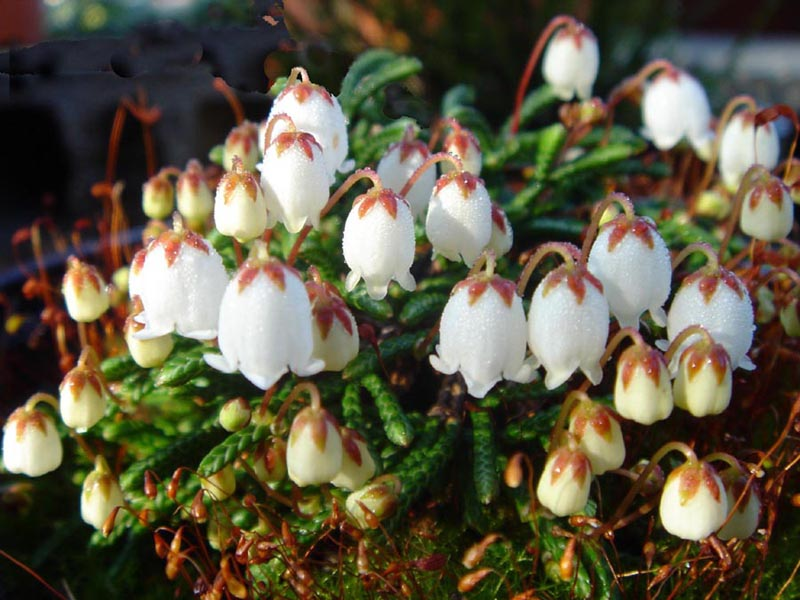
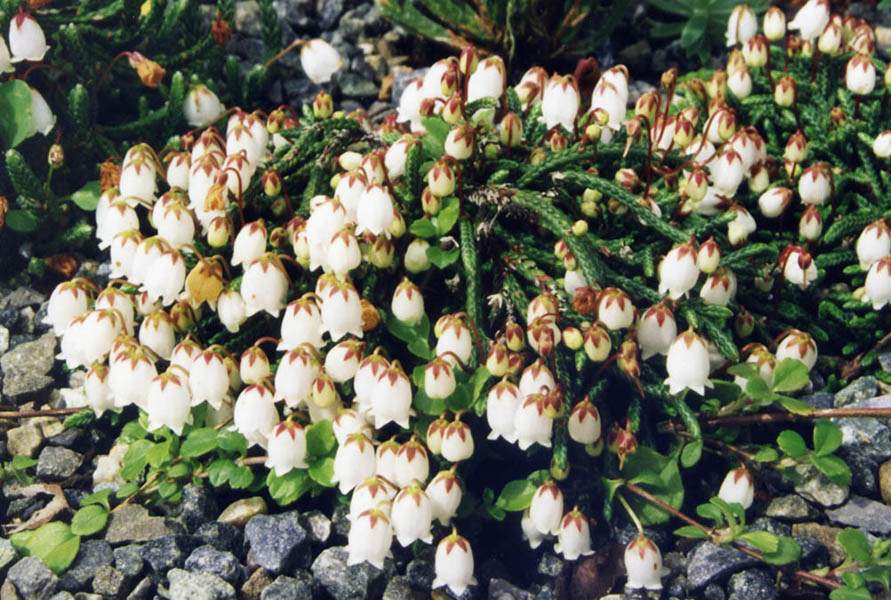
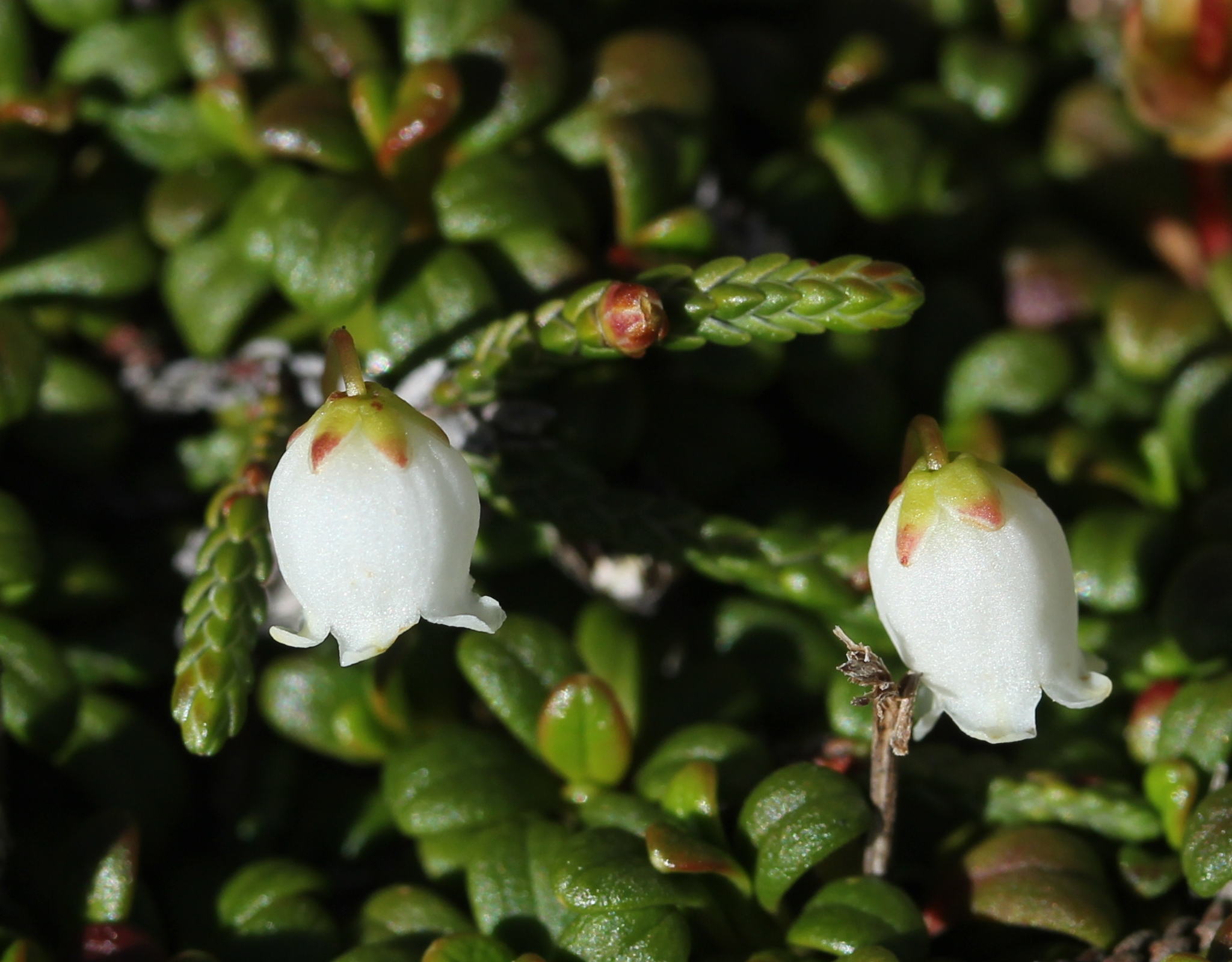